# Peter Slade
Peter Slade (Hampshire, 7 de novembro de 1912 - 28 de Junho de 2004, foi um escritor e dramaterapeuta inglês e um dos pioneiros no estudo do teatro para crianças.

## Aspectos de seu trabalho
Com Sylvia Demmery, Slade trabalhou no que ele chamava "dança natural", fundamentado em suas observações do movimento atlético e do treinamento aplicado com jovens industriários. Ele trabalhou também com menores infratores e pessoas com necessidades especiais.
Em 1964 coordenou a seção de drama criativo na primeira conferência mundial de teatro para crianças, em Londres. Seu último livro Child Play: Its Importance For Human Development (1995) (Jogo Infantil: Sua importância para o desenvolvimento humano) é fundamental para o conhecimento de sua teoria.
Em 1997 ele recebe um importante prêmio: Queen's Jubilee Medal. Seus escritos se encontram na Universidade de Manchester e na Rylands Library, no mesmo ano torna-se professor honorário por seu reconhecido desenvolvimento do drama educativo.